# 神职者杯足球赛
神职者杯足球赛（Clericus Cup）是由梵蒂冈所举办的由天主教徒和神学院学生所参加的国际足球锦标赛，这也是梵蒂冈历史上首次举办足球联赛。 

## 联赛介绍
赛事的16支球队由梵蒂冈或前往梵蒂冈学习的天主教学院和教堂圣会人员所组成的，其中有一支还是教宗的宗座瑞士近卫队。首届比赛在2007年的2月至5月进行，第二届比赛于2007年11月20日至2008年5月3日举行。聖座国务卿達濟斯·贝尔托内枢机说，神职者杯的意义在于“回归竞技体育对人的教育、启迪价值，让人们体会到友谊和分享的快乐。” 
2007年2月，首届比赛共有300多名圣职球员参加了这项比赛的角逐，最终B组的第一名救主之母队（Redemptoris Mater）获得了首届赛事的冠军，在颁奖典礼上球队接受了特殊的球队队服和印有球队球衣色的冠军盾杯。2007年11月20日第二届神职者杯开始，有全世界71个不同国家近400名球员参加，这些球员中甚至还包括有来自巴布亚新几内亚、卢旺达、缅甸和伊拉克的，四支新球队出现在了联赛中。
联赛中最年长的球员是一位57岁的苏格兰人，他和另一位54岁的澳大利亚人都来自于新不列颠学院联队（new British Colleges United），最年轻的球队是救世会慈母圣教会队（Christ's Mater Ecclesiae team），其中年龄最大的也是有29岁。

## 联赛形式
最初，球队被划分了成二个小组，A组和B组分别有八支球队，小组赛采取单循环赛制，每组的前四名晋级八强淘汰赛，直到决出最终的冠军。

## 2007年首届联赛参赛球队
| 排名 | A组球队名称                                       | 积分 |
| ---- | ------------------------------------------------- | ---- |
| 1    | 慈母圣教会队（Mater Ecclesiae）                   | 15   |
| 2    | 克罗地亚队（Croati）                              | 11   |
| 3    | 乌尔班神学院（Pontificio Collegio Urbano）        | 10   |
| 4    | 北美学院（The North American College）            | 9    |
| 5    | 格里高利大学（Gregoriana）                        | 6    |
| 6    | 蒂贝里诺学院（Tiberino）                          | 6    |
| 7    | O.M.I.队                                          | 3    |
| 8    | 法国教皇研究会（Pontificium Seminarium Gallicum） | 0    |

| 排名 | B组球队名称                                  | 积分 |
| ---- | -------------------------------------------- | ---- |
| 1    | 救主之母队（Redemptoris Mater）              | 15   |
| 2    | 上智之座队（Sedes Sapientiae）               | 14   |
| 3    | 莱特神学院（Pontifical university Later）    | 12   |
| 4    | 罗马MAG神学SEM（Pontificio SEM. Romano MAG） | 7    |
| 5    | 罗马主教管区（Vicariato Di Roma）            | 6    |
| 6    | 奥古斯丁团（Ordine Di S.Agostino）           | 6    |
| 7    | 神爱会（Divino Amore）                       | 0    |
| 8    | 加普兰公学（Almo Collegio Capranica）        | 0    |

- 红色球队取得晋级资格

2007年，首届联赛冠军：救主之母队（Redemptoris Mater）

## 往届赛事
| 2007 | 救主之母队（Redemptoris Mater） | 1–0 | 莱特神学院（Pontificia Universita Lateranense）      | 慈母圣教会（Mater Ecclesiae） | 3–1                        | 上智之座（Sedes Sapientiae）                         |
| 2008 | 慈母圣教会（Mater Ecclesiae）   | 2–1 | 救主之母队（Redemptoris Mater）                      | 克罗地亚（UCroati）           | 2–1                        | 北美神学院（Pontificio Collegio Americano del Nord） |
| 2009 | 救主之母队（Redemptoris Mater） | 1–0 | 北美神学院（Pontificio Collegio Americano del Nord） | '                             | 慈母圣教会 vs.乌尔班神学院 | '                                                    |